# رینیانو سول‌آرنو
رینیانو سول‌آرنو (به ایتالیایی: Rignano sull'Arno) یک کومونه در ایتالیا است که در استان فلورانس واقع شده‌است.

## خصوصیات
رینیانو سول‌آرنو ۵۴٫۲ کیلومترمربع مساحت و ۸٬۷۹۲ نفر جمعیت دارد و ۱۱۸ متر بالاتر از سطح دریا واقع شده‌است.